# Татияма, Хироки
Хироки Татияма (яп. 立山 広喜; род. 24 ноября 1985, Нанкан) — японский дзюдоист, призёр чемпионатов Японии, чемпион мира среди студентов, призёр чемпионатов Азии и мира.

## Карьера
Выступал в тяжёлой (до 100 кг) и абсолютной весовых категориях. Серебряный (2010 год) и бронзовый (2009 и 2011 годы) призёр чемпионатов Японии. В 2006 году победил на чемпионате мира среди студентов. Бронзовый (2008) и серебряный (2009) призёр чемпионатов Азии. В 2010 году стал бронзовым призёром чемпионата мира. Все эти достижения, кроме бронзовой медали чемпионата Японии 2011 года, были сделаны в абсолютной категории.